# Gyula Młodszy
Gyula Młodszy (X/XI w.) - książę siedmiogrodzki do 1003 roku, wuj węgierskiego króla Stefana I Świętego.

## Pochodzenie
Jego ród najpierw osiedlił się na Nizinie Panońskiej, skąd później przeniósł się do Siedmiogrodu.
Pradziadkiem Gyuli Młodszego był Tétény (Tühütüm), węgierski wódz, przypuszczalnie pierwszy gyula (drugi dostojnik na Węgrzech) po Arpadzie. Objął on w posiadanie wodzowskie terytorium, które wcześniej należało do Kurszana; obejmowało ono obszar od Tétény w komitacie Moson (obecnie w Austrii po Nagytétény koło Budapesztu.
Synem Tétény, według Anonymusa, był Harka (Horka); sądzi się, że imię podane przez węgierskiego kronikarza oznacza znaną z wcześniejszych źródeł dygnitarską godność - karchas. Wiadomo o nim tylko tyle, że jego włości leżały w komitacie Sopron i na równinie między Dunajem i Cisą.
Ojcem Gyuli Młodszego był Zombor, syn Harki. Istnieje pewien problem z ustaleniem rodzeństwa Gyuli Młodszego. Współczesne mu źródła (roczniki bawarskie, Thietmar) podają, że był bratem Sarolty, żony księcia Gejzy. Z kolei późniejszy Anonymus podaje, że Sarolta była córką Gyuli Starszego, brata Zombora. Ten kronikarz nie orientował się jednak, że gyula nie było imieniem własnym, lecz jedynie tytułem. To skłoniło część badaczy do wysunięcia hipotezy, że Gyula Starszy i Zombor to w istocie jedna osoba.

## Imię
Niemieckie roczniki nazywają go Julus, z kolei u kronikarza Thietmara występuje jako Prokuj (Procui). Anonymus z kolei daje mu imię Gyula, jednak nie wiedział, że nie jest to nazwa własna, lecz jedynie tytuł.

## Życiorys
Gyula Młodszy po śmierci ojca odziedziczył niemal cały Siedmiogród; jedynie kilka tamtejszych kopalń należało do księcia Gejzy. 
Gyula szukał poparcia Bizancjum przeciwko swojemu królewskiemu siostrzeńcowi. W dorzeczu Maruszy już za czasów Zombora działała misja bizantyjska; cerkiew w Szentedemeter znajdowała się przypuszczalnie w granicach dzielnicy Gyuli. Linia polityczna obrana przez Gyulę doprowadziła do klęski.
W 1003 roku, jak notują Roczniki altajskie, Król Stefan ruszył z wojskiego na swojego wuja, króla Gyulę; pojmawszy go z żoną i dwoma siłami, kraj jego siłą ku wierze chrześcijańskiej przymusił. Gyula, jego rodzina i dwór byli już wcześniej chrześcijanami, jednak większość kraju tkwiła w pogaństwie. Dlatego Stefan przeprowadził przymusową chrystianizację Siedmiogrodu. Późniejsi kronikarz błędnie podają, że to Gyula (wówczas już chrześcijanin) został zmuszony do przyjęcia chrztu. Stefan I wcielił Siedmiogród do swojego państwa, ustanawiając tam "wojewodę", który przypuszczalnie nazywał się Zoltán Erdöelvi.
W 1008 lub 1009 roku Gyula zbiegł do Polski.
Gdy schronił się na dworze Bolesława Chrobrego, nie miał pieniędzy, aby wykupić swoją żonę. Stefan I Święty jednak mu ją odesłał. Był to czyn wyjątkowy; kronikarz Thietmar pisze, że Nigdym nie słyszał, aby kto bardziej niż on oszczędzał zwyciężonych.
Synami Gyuli Młodszego byli Boja i Bonyha.

## Przynależność do dynastii Piastów
W 1895 roku Oswald Balzer zaliczył Prokuja (jak nazywał Gyulę Młodszego) do dynastii Piastów. Lwowski historyk, opierając się na bałamutnej Kronice polsko-węgierskiej uznał króla Stefana I Świętego za syna polskiej księżniczki Adelajdy. Według Balzera Adelajda była córką polańskiego księcia Siemomysła i siostrą Mieszka I. Z Kroniki Thietmara wiedział, że Prokuj był bratem matki Stefana - to doprowadziło go do przekonania, że także Prokuj był synem Siemomysła i Mieszka I.
Hipoteza ta spotkała się ze zdecydowaną krytyką badaczy i nawet sam Balzer się z niej wycofał.